# Margarita Tudor
Margarita Tudor  (en inglés, Margaret Tudor; palacio de Westminster, 28 de noviembre de 1489-18 de octubre de 1541) fue la mayor de las dos hijas sobrevivientes del rey Enrique VII de Inglaterra y de la reina consorte, Isabel de York. Es conocida por ser la hermana mayor de Enrique VIII. Se casó con Jacobo IV de Escocia y otras dos veces más.

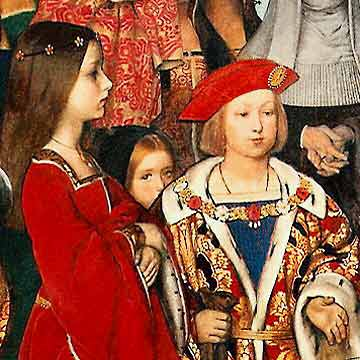
Detalle de Margarita y Enrique siendo visitados por Erasmo. Con fecha de 1910, por Frank Cadogan Cowper.

Por su matrimonio con Jacobo, fue reina consorte de los escoceses desde 1503 hasta 1513, y luego, cuando este muere, se convirtió en regente de su hijo Jacobo V de Escocia desde 1513 hasta 1515. El matrimonio de Margarita en 1503 con Jacobo, unió las casas reales de Inglaterra y Escocia, lo que un siglo después, resultó en la Unión de las Coronas. Aunque se esperaba que su famoso hermano menor, Enrique VIII, fuera la principal línea de descendencia real, en realidad son los herederos de Margarita los que se convirtieron en el linaje real.
Como reina viuda, se casó con Archibald Douglas, sexto conde de Angus. A través de su primer y segundo matrimonio, respectivamente, Margarita fue la abuela de María, la Reina de Escocia, y el segundo esposo de esta, Lord Darnley. Tras su ascenso al trono inglés, el bisnieto de Margarita, Jacobo VI, fue la primera persona en ser monarca de Escocia e Inglaterra después de que Isabel I muriera sin hijos.

## Primeros años
Nacida el 28 de noviembre de 1489, fue bautizada dos días más tarde (el día de San Andrés), en la iglesia de Santa Margarita de Westminster, compartiendo nombre con la única santa real de Escocia, Santa Margarita de Escocia. Sin embargo, su nombre no proviene de esta santa, sino que fue nombrada en honor a Margarita Beaufort, condesa de Richmond y Derby, su abuela paterna. La institutriz de Margarita fue Joan Vaux, que también era la dama de honor de la mayoría de las mujeres de su familia. Cuando Erasmo de Róterdam visitó a Margarita y sus hermanos, Joan también estuvo allí y ella y Erasmo entablaron una larga plática.
Las hijas eran importantes activos políticos en un mundo donde la diplomacia y el matrimonio estaban estrechamente vinculados. Incluso antes del sexto cumpleaños de Margarita, su padre, Enrique VII, ya había pensado en un matrimonio entre su hija y Jacobo IV, como una forma de poner fin al apoyo del rey escocés a Perkin Warbeck, pretendiente al trono de Inglaterra. También es muy probable que Enrique haya creído que tal alianza matrimonial sería un paso hacia la unión de los tronos inglés y escocés, algo que su hijo, el futuro Enrique VIII, también intentaría durante su reinado.

## Compromiso y primer matrimonio
El 30 de septiembre de 1497, el comisionado de Jacobo IV, Pedro de Ayala, concluiría una larga tregua con Inglaterra, y el matrimonio de Margarita con el monarca, volvería a ser una posibilidad seria. Jacobo tenía veinticinco años y todavía no estaba casado. El historiador italiano Polydore Vergil, dijo que algunos miembros del consejo real inglés se opusieron a dicha unión, diciendo que traería a los Estuardo directamente a la línea de sucesión inglesa, a lo que el astuto Enrique respondió:

What then? Should anything of the kind happen (and God avert the omen), I foresee that our realm would suffer no harm, since England would not be absorbed by Scotland, but rather Scotland by England, being the noblest head of the entire island, since there is always less glory and honour in being joined to that which is far the greater, just as Normandy once came under the rule and power of our ancestors the English.
¿Entonces que? Si ocurriera algo por el estilo (y Dios evite el presagio), preveo que nuestro reino no sufriría ningún daño, ya que Inglaterra no sería absorbida por Escocia, sino Escocia por Inglaterra, siendo la cabeza más noble de toda la isla, ya que allí siempre es menos gloria y honor unirse a lo que es mucho mayor, tal como Normandía estuvo bajo el dominio y el poder de nuestros antepasados, los ingleses.

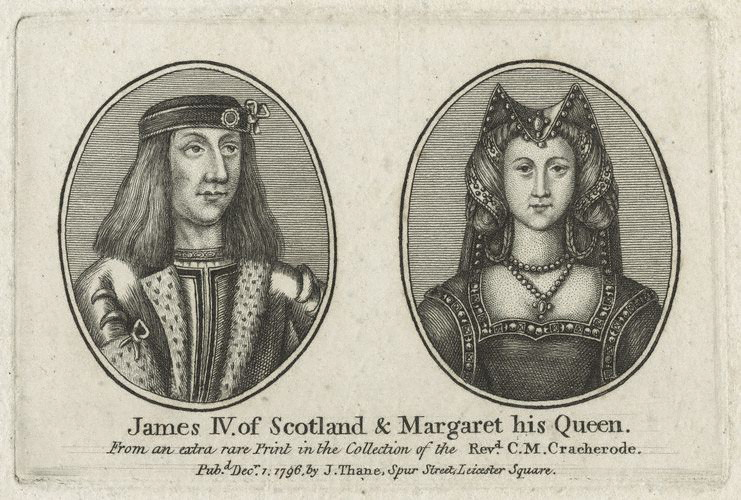
El rey Jacobo IV y la reina consorte Margarita.

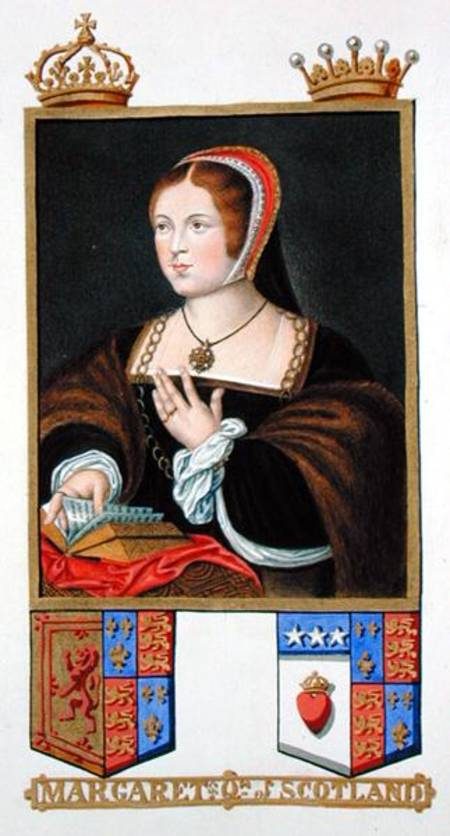
Retrato de Margarita como reina de Escocia.

El 24 de enero de 1502, Escocia e Inglaterra concluyeron el tratado de paz perpetua, el cual sería el primer acuerdo de paz entre los dos reinos en más de 170 años. El tratado de matrimonio se concluyó el mismo día y fue visto como una garantía de dicho tratado. El matrimonio por poderes tuvo lugar dos días después, en el Palacio de Richmond. Patrick, conde de Bothwell, era el apoderado del rey escocés y llevaba un atuendo de tela de oro en la ceremonia llevada a cabo en la gran cámara de la reina. Lo acompañaron el arzobispo de Glasgow y Andrew Forman, postulado de Moray. El heraldo, John Young, informó que "justas notables" siguieron a la ceremonia. Los premios fueron otorgados a la mañana siguiente, y el torneo continuó otro día. Margarita era ahora considerada como la reina de Escocia. Al momento del enlace con Jacobo apenas tenía trece años, mientras que él tenía veintiocho y ya había tenido, y tenía durante su matrimonio, varias amantes, algo que según parece sabía Margarita.
La nueva reina fue provista de un gran guardarropa, y las cortinas de su lecho de estado de color carmesí, hechas de sarga italiana, estaban bordadas con rosas rojas de Lancaster. También se hicieron ropas para su acompañanta, Lady Catalina Gordon, la viuda de Perkin Warbeck. En mayo de 1503, Jacobo IV confirmó la posesión de tierras y casas en Escocia de su ahora esposa; incluidos el castillo de Methven, el castillo de Stirling, el castillo de Doune, el palacio de Linlithgow y el castillo de Newark en el bosque de Ettrick, incluidos los ingresos de las tierras correspondientes de su señoríos y condados.
Más tarde, en 1503, meses después de la muerte de su madre, Margarita abandonó Inglaterra camino a Escocia. Salió del Palacio de Richmond el 27 de junio con su padre Enrique VII, y viajaron primero a Collyweston. En York, una placa conmemora el lugar exacto donde la reina de Escocia pasó por sus puertas. Después de cruzar la frontera en Berwick-upon-Tweed, el 1 de agosto, Margarita fue recibida por la corte escocesa en Lamberton. En el palacio de Dalkeith, Jacobo fue a darle un beso de buenas noches. Volvió a consolarla el 4 de agosto después de que un incendio en el establo matara a algunos de sus caballos favoritos. Su equipo de equitación, que incluía una nueva gualdrapa, y un caparazón de tela de oro por valor de £ 127, fue destruido en el incendio. El 7 de agosto, Margarita fue llevada de Dalkeith a Edimburgo en un carruaje. Los detalles del matrimonio por poderes, el viaje, la llegada y la recepción en Edimburgo, fueron registrados por el heraldo de armas de Somerset, John Young. El 8 de agosto, el matrimonio se celebró en persona en la abadía de Holyrood. Los ritos fueron oficiados por el arzobispo de Glasgow y el arzobispo de York, siendo Margarita ungida durante la ceremonia. Un invitado inglés registró el menú del banquete de boda en una copia de la Gran Crónica de Londres. Los platos incluían gansos con salsa, manzanas y peras al horno y gelatina moldeada con los escudos de Inglaterra y Escocia. Dos días después, el día de San Lorenzo, Margarita fue a misa a St Giles, la iglesia de la ciudad, como su primera aparición pública.
Margarita Tudor tuvo varios embarazos, pero la mayoría de sus hijos murieron jóvenes o nacieron muertos. Como reina viuda se casó con Archibald Douglas, sexto conde de Angus. A través de su primer y segundo matrimonio, respectivamente, fue la abuela de María, reina de Escocia, y del segundo esposo de María, Lord Darnley. El matrimonio de Margarita en 1503 con Jacobo IV unió las casas reales de Inglaterra y Escocia, lo que un siglo después resultó en la Unión de las Coronas; aunque estaba destinado a que su famoso hermano menor, Enrique VIII, fuera la principal línea de descendencia real, en realidad son los herederos de Margarita los que se convirtieron en el linaje real.

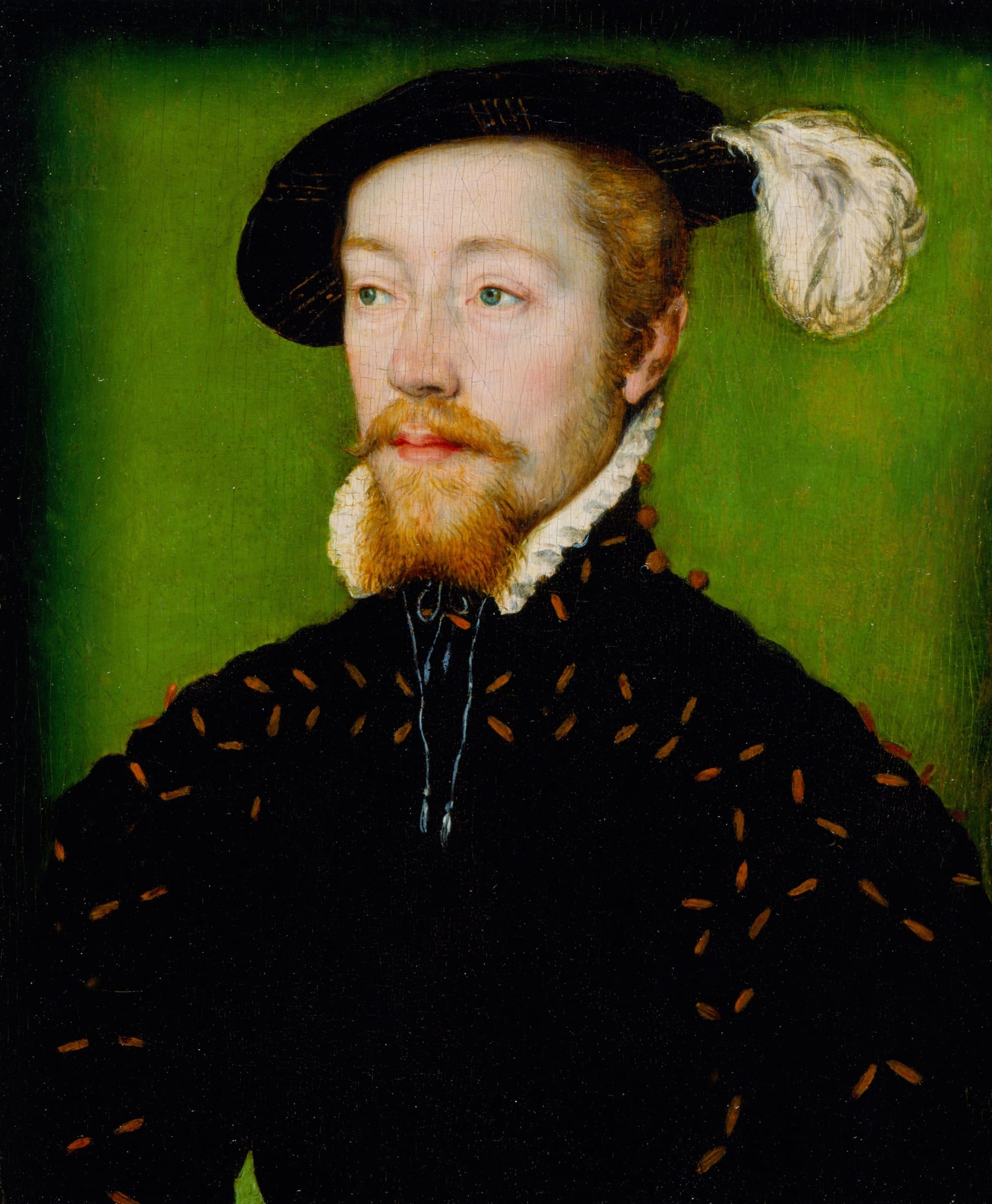
Retrato de Jacobo V de Escocia

### Descendencia
Del matrimonio con Jacobo IV de Escocia nacieron seis hijos:
- Jacobo (n. palacio de Holyrood, 21 de febrero de 1507 - m. castillo de Stirling, 27 de febrero de 1508), duque de Rothesay.
- Una hija (n. y m. palacio de Holyrood, 15 de julio de 1508).
- Arturo (n. palacio de Holyrood, 20 de octubre de 1509 - m. castillo de Edimburgo, 14 de julio de 1510), duque de Rothesay.
- Jacobo (n. palacio de Linlithgow, 10 de abril de 1512 - m. palacio de Falkland, Fife, 14 de diciembre de 1542), será Jacobo V, rey de Escocia al suceder a su padre.
- Una hija (n. y m. prematura, palacio de Holyrood, noviembre de 1512).
- Alejandro (n. póstumo, castillo de Stirling, 30 de abril de 1514 - m. castillo de Stirling, 18 de diciembre de 1515), duque de Ross.

## Regencia y segundo matrimonio

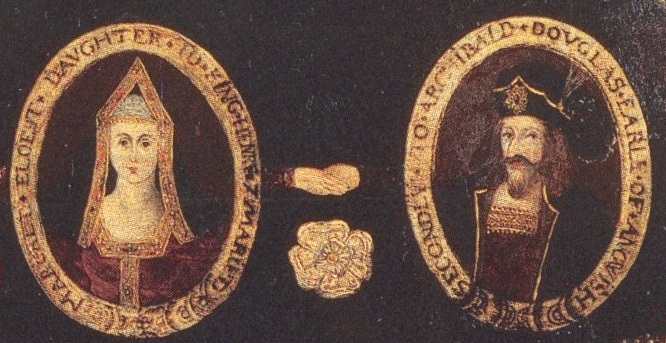
Margarita y su segundo esposo, Archibald Douglas, VI conde de Angus.

El tratado de 1502, lejos de ser perpetuo, apenas sobrevivió a la muerte de Enrique VII en 1509. Su sucesor, el joven Enrique VIII, tuvo poco tiempo para la cautelosa diplomacia de su padre, y pronto se dirigió hacia una guerra con Francia, el histórico aliado de Escocia. En 1513, Jacobo IV invadió Inglaterra para honrar su compromiso con la Alianza Auld, solo para enfrentar la muerte y el desastre en la Batalla de Flodden. Margarita se había opuesto a la guerra, pero de igual forma fue nombrada en el testamento real como regente del rey niño, Jacobo V, mientras permaneciera viuda.
El rey falleció en Northumberland (9 de septiembre de 1513), por lo que Margarita asume la regencia del reino por la minoría de edad de su hijo Jacobo V. El Parlamento se reunió en Stirling poco después de la batalla de Flodden, y confirmó a Margarita como regente. Una mujer rara vez era bienvenida en una posición de poder supremo, y Margarita era la hermana de un rey enemigo, lo que sirvió para agravar sus problemas. En poco tiempo, un partido pro-francés se formó entre la nobleza, instando a que fuera reemplazada por Juan Estuardo, segundo duque de Albany, el pariente masculino más cercano al príncipe heredero, y ahora tercero en la línea de sucesión al trono. 
El duque de Albany, que había nacido y crecido en Francia, era visto como un representante vivo de la Alianza Auld, en contraste con Margarita que era pro inglesa. Pese a esto, se considera que Margarita actuó con calma y con cierto grado de habilidad política. Para julio de 1514, había logrado conciliar a las partes contendientes, y Escocia, junto con Francia, concluyeron la paz con Inglaterra ese mismo mes. Pero en su búsqueda de aliados políticos entre la frágil nobleza escocesa, dio un paso fatal, permitiendo que el sentido común y la prudencia fueran anulados por la emoción y el magnetismo personal de Archibald Douglas, sexto conde de Angus.

Al año siguiente, el 6 de agosto de 1514, se casó en la iglesia de Kinnoull, Perth, con Archibald Douglas, VI conde de Angus. Este nuevo enlace provocó que fuera despojada de la regencia en favor de Juan Estuardo, el cual poco después obtiene la custodia de su hijo Jacobo. Margarita huye a Inglaterra, permaneciendo allí hasta 1517, cuando logra retornar a Escocia aprovechando la ausencia del duque de Albany. Su matrimonio con el conde de Angus estaba deteriorándose, más aún cuando éste logra apoderarse de la custodia del rey y asegurarse de esta forma la regencia del reino desde 1524 hasta que Jacobo V, logra huir en 1528. Aunque Margarita y el conde de Angus se reconciliaron temporalmente, no pasó mucho tiempo antes de que su unión entrara en una fase de declive terminal. Descubrió que mientras estaba en Inglaterra, su esposo había estado viviendo con Lady Juana Estuardo, una examante. Esto ya era bastante malo; lo que era peor, había estado viviendo del dinero de su esposa. En octubre de 1518, le escribió a su hermano, insinuando el divorcio:

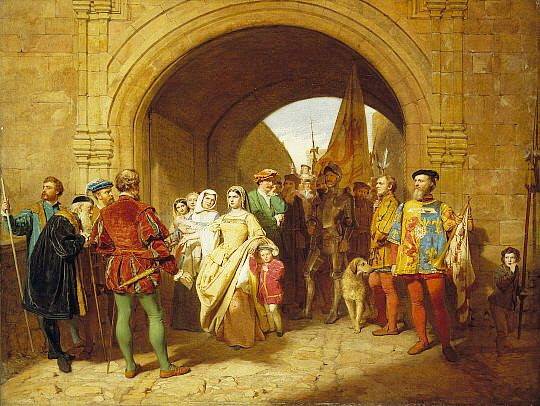
Cuadro que muestra el momento en que la reina Margarita se niega a entregar a sus hijos al actual regente de Escocia, el duque de Albany.

"Estoy muy preocupada con mi Señor Angus desde mi última visita a Escocia, y cada día más y más, por lo que no hemos estado juntos este medio año. Estoy tan preocupada que, por ley de Dios y por mi honor, he de separarme de él, porque sé que no me ama, como me lo muestra a diario".
Este fue un tema difícil para Enrique, un hombre de creencia conservadora y ortodoxa, que se oponía al divorcio por principios, lo cual fue muy irónico, considerando su posterior carrera matrimonial. Igual de importante, Angus fue un aliado útil y un contrapeso efectivo para Albany y la facción pro-francesa. Enfurecida por su actitud, Margarita se acercó a la facción de Albany y se unió a otros para pedir su regreso de Francia. Albany, aparentemente sin prisa por regresar al frenético reino del norte, le sugirió que reanudara la regencia ella misma. La disputa entre marido y mujer iba a dominar la política escocesa durante los próximos tres años, complicada aún más por una amarga disputa entre Angus y Jacobo Hamilton, primer conde de Arran; Con asombrosa rapidez, Margarita se puso del lado de uno y luego del otro.
Albany finalmente regresó a Escocia en noviembre de 1521, y fue recibido calurosamente por Margarita. Pronto se rumoreó que sus relaciones cordiales abarcaban más que la política. Angus se exilió, mientras el regente, con la plena cooperación de la reina viuda, se propuso restaurar el orden en un país dividido por tres años de intenso conflicto entre facciones. Albany fue útil para Margarita: se sabía que tenía influencia en Roma, lo que ayudaría a facilitar su solicitud de divorcio. Archibald Douglas, conde de Augus, y sus aliados, difundieron el rumor de que los dos eran amantes, de tal manera que incluso su sobrino, Lord Dacre, escribió a Wolsey, prediciendo que Jacobo sería asesinado, Albany se convertiría en rey, y se casaría con Margarita. Pero la relación entre ambos nunca fue más que una de interés propio calculado, lo que los eventos pronto demostrarían. 
Angus se retiró por el momento, pero bajo la presión de varias fuentes, la reina finalmente lo admitió en el consejo de regencia en febrero de 1525. Era todo lo que necesitaba. Tomando la custodia de Jacobo, se negó a renunciar a él, ejerciendo todo el poder en su nombre por un período de tres años. La experiencia de Jacobo durante este tiempo lo dejó con un odio permanente tanto por la casa de Douglas, como por la conexión inglesa. Margarita intentó resistir, pero se vio obligada a doblegarse ante las nuevas realidades políticas. Además, para entonces su deseo de divorciarse se había vuelto obsesivo, prevaleciendo sobre todos los demás asuntos. En la mayoría de los aspectos esenciales, Margarita seguía siendo una inglesa en actitud y perspectiva, y en el fondo realmente deseaba una mejor comprensión entre la tierra de su nacimiento y su hogar adoptivo. La necesidad exigía una alianza con Albany y la facción francesa, especialmente después de las devastadoras guerras fronterizas con Inglaterra a principios de la década de 1520. En 1524, el regente finalmente fue despojado del poder en un golpe de Estado simple pero efectivo. 

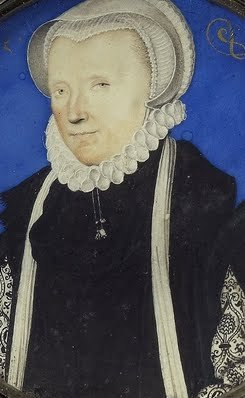
Margarita Douglas por Nicholas Hilliard. Data del año 1575.

Con Albany una vez más en Francia (donde iba a morir en 1536), Margarita, con la ayuda de Arran y los Hamilton, llevó a Jacobo, ahora de doce años, de Stirling a Edimburgo. Fue un movimiento audaz y popular. En agosto, el parlamento declaró finalizada la regencia, ya que Jacobo fue elevado a plenos poderes reales. En la práctica, él continuaría siendo gobernado por otros, su madre sobre todo. Cuando Beaton se opuso a los nuevos arreglos, Margarita lo arrestó y lo encarceló. En noviembre, el parlamento reconoció formalmente a Margarita como la principal consejera del Rey.
En marzo de 1527, el papa Clemente VII, concedió su petición para anular el matrimonio. Debido a la situación política en Europa en ese momento, no fue hasta diciembre que se enteró de su buena fortuna.

### Descendencia
De este matrimonio con el duque Archibald Douglas, nace una hija:
- Margarita Douglas (n. castillo de Harbottle, Northumberland 8 de octubre de 1515 - m. Hackney, Londres, 9 de marzo de 1578), casada con Mateo Estuardo, 4.º conde de Lennox; de este matrimonio nacería Enrique Estuardo, Lord Darnley, segundo esposo de la reina María Estuardo.

## Tercer matrimonio
Se casó con Enrique Estuardo el 3 de marzo de 1528, ignorando las advertencias piadosas de su hermano de que el matrimonio estaba "divinamente ordenado" y sus protestas contra la "condena desvergonzada enviada desde Roma". No muchos años después, el propio Enrique rompería con Roma precisamente porque no podía obtener la misma "condena descarada". En total, Margarita se casó tres veces. En junio de 1528, Jacobo V finalmente se libera del regente y comenzó a gobernar por derecho propio. Margarita fue una de las primeras beneficiarias del golpe real, ella y su nuevo esposo emergieron como los principales asesores del rey. Jacobo nombró a Enrique Lord Methven, "por el gran amor que sentía por su madre más querida".
El objetivo central de la vida política de Margarita, además de asegurar su propia supervivencia, era lograr una mejor comprensión entre Inglaterra y Escocia, una posición que mantuvo durante algunos momentos difíciles. Jacobo sospechaba de Enrique VIII, especialmente debido a su continuo apoyo a Angus, un hombre que detestaba con pasión. Aun así, a principios de 1536 su madre lo persuadió para que se reuniera con su hermano. Fue su momento de triunfo y escribió a Enrique y Thomas Cromwell, ahora su asesor principal, diciendo que fue "por consejo de nosotros y de ninguna otra persona viva". Al final, la reunión no llegó a nada porque había demasiadas voces levantadas en objeción y porque, Jacobo no sería manejado por su madre ni por nadie más. En una entrevista privada con el embajador inglés, William Howard, su decepción fue obvia: "Estoy cansada de Escocia", confesó. Su cansancio incluso se extendió a traicionar secretos de estado a su hermano, Enrique.
Puede que estuviera cansada de Escocia, pero ahora estaba aún más cansada de Lord Methven, que estaba demostrando ser aún peor que Angus en su deseo tanto por otras mujeres como por el dinero de su esposa. Una vez más, estaba ansiosa por el divorcio, pero los procedimientos fueron frustrados por Jacobo, a quien creía que su esposo había sobornado. Como tantas veces en la vida de Margarita, la tragedia y la infelicidad fueron perseguidas de cerca por la intriga y la farsa. En un momento se escapó hacia la frontera, solo para ser interceptada y llevada de vuelta a Edimburgo. Una y otra vez le escribió a Enrique quejándose de su pobreza y pidiendo dinero y protección: deseaba tranquilidad y comodidad en lugar de verse obligada a "seguir a su hijo como una pobre mujer". Aquel matrimonio terminó en 1541, con la muerte de Margarita.
De este matrimonio nace una hija:
- Dorotea Estuardo (n. ca.1529 - m. joven).

## Fallecimiento
Murió en el castillo de Methven, en Perthshire, el 18 de octubre de 1541, a los 51 años de edad, y fue sepultada en la abadía cartuja de San Juan de Perth (Escocia), que sería demolida durante la reforma en 1559. Margarita permaneció dentro de la fe católica hasta el fin de su vida. Se informó que tenía parálisis el día viernes (posiblemente resultado de un derrame cerebral), y murió el martes siguiente. Como pensó que se recuperaría, no se molestó en hacer un testamento. Envió a buscar al rey Jacobo, que estaba en el Palacio de Malinas, pero no llegó a tiempo.
Cerca del final, deseó que los frailes que la atendían, buscaran la reconciliación del rey y el conde de Angus. Esperaba que el rey le diera sus posesiones a su hija, Lady Margarita Douglas. Jacobo llegó después de su muerte, y ordenó a Oliver Sinclair y John Tennent que empacaran sus pertenencias para sí mismo, contradiciendo los deseos de su difunta madre.
La dinastía Tudor terminó con la reina Isabel I (sobrina de Margarita), y antes de su muerte, nombró a su heredero para ser el rey de Escocia, en lugar de la segunda opción de descendientes de su tía María Tudor, optó por su bisnieto, Jacobo VI de Escocia, se convirtió en Jacobo I de Inglaterra, uniendo así las coronas de los dos reinos y confiriéndole a Margarita un triunfo póstumo y a su padre, un extraño sentido de profecía.

## Ancestros
| \| \| \| \| \| \| \| \| \| \| \| \| \| \| \| \| \| \| \| \| 16. Meredith Tudor \| \| \| \| \| \| \| \| \| \| \| \| \| \| \| \| \| \| \| \| \| \| \| \| \| \| \| \| \| \| \| \| \| \| \| \| \| \| \| \| \| \| \| \| \| \| \| \| \| \| \| \| \| \| 8. Owen Tudor \| \| \| \| \| \| \| \| \| \| \| \| \| \| \| \| \| \| \| \| \| \| \| \| \| \| \| \| \| \| \| \| \| \| \| \| \| \| \| \| \| \| \| \| \| \| \| \| \| \| \| \| \| \| 17. Margarita ferch Dafydd \| \| \| \| \| \| \| \| \| \| \| \| \| \| \| \| \| \| \| \| \| \| \| \| \| \| \| \| \| \| \| \| \| \| \| \| \| \| \| \| \| \| \| \| \| \| \| \| \| \| \| \| \| \| 4. Edmundo Tudor, I conde de Richmond \| \| \| \| \| \| \| \| \| \| \| \| \| \| \| \| \| \| \| \| \| \| \| \| \| \| \| \| \| \| \| \| \| \| \| \| \| \| \| \| \| \| \| \| \| \| \| \| \| \| \| \| \| \| 18. Carlos VI de Francia \| \| \| \| \| \| \| \| \| \| \| \| \| \| \| \| \| \| \| \| \| \| \| \| \| \| \| \| \| \| \| \| \| \| \| \| \| \| \| \| \| \| \| \| \| \| \| \| \| \| \| \| \| \| 9. Catalina de Valois \| \| \| \| \| \| \| \| \| \| \| \| \| \| \| \| \| \| \| \| \| \| \| \| \| \| \| \| \| \| \| \| \| \| \| \| \| \| \| \| \| \| \| \| \| \| \| \| \| \| \| \| \| \| 19. Isabel de Baviera \| \| \| \| \| \| \| \| \| \| \| \| \| \| \| \| \| \| \| \| \| \| \| \| \| \| \| \| \| \| \| \| \| \| \| \| \| \| \| \| \| \| \| \| \| \| \| \| \| \| \| \| \| \| 2. Enrique VII \| \| \| \| \| \| \| \| \| \| \| \| \| \| \| \| \| \| \| \| \| \| \| \| \| \| \| \| \| \| \| \| \| \| \| \| \| \| \| \| \| \| \| \| \| \| \| \| \| \| \| \| \| \| 20. Juan Beaufort, I duque de Somerset \| \| \| \| \| \| \| \| \| \| \| \| \| \| \| \| \| \| \| \| \| \| \| \| \| \| \| \| \| \| \| \| \| \| \| \| \| \| \| \| \| \| \| \| \| \| \| \| \| \| \| \| \| \| 10. Juan Beaufort \| \| \| \| \| \| \| \| \| \| \| \| \| \| \| \| \| \| \| \| \| \| \| \| \| \| \| \| \| \| \| \| \| \| \| \| \| \| \| \| \| \| \| \| \| \| \| \| \| \| \| \| \| \| 21. Margarita Holland \| \| \| \| \| \| \| \| \| \| \| \| \| \| \| \| \| \| \| \| \| \| \| \| \| \| \| \| \| \| \| \| \| \| \| \| \| \| \| \| \| \| \| \| \| \| \| \| \| \| \| \| \| \| 5. Margarita Beaufort \| \| \| \| \| \| \| \| \| \| \| \| \| \| \| \| \| \| \| \| \| \| \| \| \| \| \| \| \| \| \| \| \| \| \| \| \| \| \| \| \| \| \| \| \| \| \| \| \| \| \| \| \| \| 22. Roger Beauchamp \| \| \| \| \| \| \| \| \| \| \| \| \| \| \| \| \| \| \| \| \| \| \| \| \| \| \| \| \| \| \| \| \| \| \| \| \| \| \| \| \| \| \| \| \| \| \| \| \| \| \| \| \| \| 11. Margarita Beauchamp de Bletso \| \| \| \| \| \| \| \| \| \| \| \| \| \| \| \| \| \| \| \| \| \| \| \| \| \| \| \| \| \| \| \| \| \| \| \| \| \| \| \| \| \| \| \| \| \| \| \| \| \| \| \| \| \| 23. Edith Stourton \| \| \| \| \| \| \| \| \| \| \| \| \| \| \| \| \| \| \| \| \| \| \| \| \| \| \| \| \| \| \| \| \| \| \| \| \| \| \| \| \| \| \| \| \| \| \| \| \| \| \| \| \| \| 1. 'Margarita Tudor \| \| \| \| \| \| \| \| \| \| \| \| \| \| \| \| \| \| \| \| \| \| \| \| \| \| \| \| \| \| \| \| \| \| \| \| \| \| \| \| \| \| \| \| \| \| \| \| \| \| \| \| \| \| 24. Ricardo de Conisburgh \| \| \| \| \| \| \| \| \| \| \| \| \| \| \| \| \| \| \| \| \| \| \| \| \| \| \| \| \| \| \| \| \| \| \| \| \| \| \| \| \| \| \| \| \| \| \| \| \| \| \| \| \| \| 12. Ricardo Plantagenet, III duque de York \| \| \| \| \| \| \| \| \| \| \| \| \| \| \| \| \| \| \| \| \| \| \| \| \| \| \| \| \| \| \| \| \| \| \| \| \| \| \| \| \| \| \| \| \| \| \| \| \| \| \| \| \| \| 25. Ana Mortimer \| \| \| \| \| \| \| \| \| \| \| \| \| \| \| \| \| \| \| \| \| \| \| \| \| \| \| \| \| \| \| \| \| \| \| \| \| \| \| \| \| \| \| \| \| \| \| \| \| \| \| \| \| \| 6. Eduardo IV de Inglaterra \| \| \| \| \| \| \| \| \| \| \| \| \| \| \| \| \| \| \| \| \| \| \| \| \| \| \| \| \| \| \| \| \| \| \| \| \| \| \| \| \| \| \| \| \| \| \| \| \| \| \| \| \| \| 26. Ralph Neville, I conde de Westmorland \| \| \| \| \| \| \| \| \| \| \| \| \| \| \| \| \| \| \| \| \| \| \| \| \| \| \| \| \| \| \| \| \| \| \| \| \| \| \| \| \| \| \| \| \| \| \| \| \| \| \| \| \| \| 13. Cecilia Neville \| \| \| \| \| \| \| \| \| \| \| \| \| \| \| \| \| \| \| \| \| \| \| \| \| \| \| \| \| \| \| \| \| \| \| \| \| \| \| \| \| \| \| \| \| \| \| \| \| \| \| \| \| \| 27. Juana Beaufort \| \| \| \| \| \| \| \| \| \| \| \| \| \| \| \| \| \| \| \| \| \| \| \| \| \| \| \| \| \| \| \| \| \| \| \| \| \| \| \| \| \| \| \| \| \| \| \| \| \| \| \| \| \| 3. Isabel de York \| \| \| \| \| \| \| \| \| \| \| \| \| \| \| \| \| \| \| \| \| \| \| \| \| \| \| \| \| \| \| \| \| \| \| \| \| \| \| \| \| \| \| \| \| \| \| \| \| \| \| \| \| \| 28. Ricardo Wydevill \| \| \| \| \| \| \| \| \| \| \| \| \| \| \| \| \| \| \| \| \| \| \| \| \| \| \| \| \| \| \| \| \| \| \| \| \| \| \| \| \| \| \| \| \| \| \| \| \| \| \| \| \| \| 14. Ricardo Woodville, I conde de Rivers \| \| \| \| \| \| \| \| \| \| \| \| \| \| \| \| \| \| \| \| \| \| \| \| \| \| \| \| \| \| \| \| \| \| \| \| \| \| \| \| \| \| \| \| \| \| \| \| \| \| \| \| \| \| 29. Isabel Bodulgate \| \| \| \| \| \| \| \| \| \| \| \| \| \| \| \| \| \| \| \| \| \| \| \| \| \| \| \| \| \| \| \| \| \| \| \| \| \| \| \| \| \| \| \| \| \| \| \| \| \| \| \| \| \| 7. Isabel Woodville \| \| \| \| \| \| \| \| \| \| \| \| \| \| \| \| \| \| \| \| \| \| \| \| \| \| \| \| \| \| \| \| \| \| \| \| \| \| \| \| \| \| \| \| \| \| \| \| \| \| \| \| \| \| 30. Pedro de Luxemburgo conde de Saint-Pol \| \| \| \| \| \| \| \| \| \| \| \| \| \| \| \| \| \| \| \| \| \| \| \| \| \| \| \| \| \| \| \| \| \| \| \| \| \| \| \| \| \| \| \| \| \| \| \| \| \| \| \| \| \| 15. Jacquetta de Luxemburgo \| \| \| \| \| \| \| \| \| \| \| \| \| \| \| \| \| \| \| \| \| \| \| \| \| \| \| \| \| \| \| \| \| \| \| \| \| \| \| \| \| \| \| \| \| \| \| \| \| \| \| \| \| \| 31. Margarita de Baux \| \| \| \| \| \| \| \| \| \| \| \| \| \| \| \| \| \| \| \| \| \| \| \| \| \| \| \| \| \| \| \| \| \| \| \| \| \| \| \| \| \| \| \| \| \| \| \| \| \| \| \| |                                            |  |  |  |  |  |  |  |  |  |  |  |  |  |  |  |
| |                                            |  |  |  |  |  |  |  |  |  |  |  |  |  |  |  |
| | 16. Meredith Tudor                         |  |  |  |  |  |  |  |  |  |  |  |  |  |  |  |
| |                                            |  |  |  |  |  |  |  |  |  |  |  |  |  |  |  |
| |                                            |  |  |  |  |  |  |  |  |  |  |  |  |  |  |  |
| | 8. Owen Tudor                              |  |  |  |  |  |  |  |  |  |  |  |  |  |  |  |
| |                                            |  |  |  |  |  |  |  |  |  |  |  |  |  |  |  |
| |                                            |  |  |  |  |  |  |  |  |  |  |  |  |  |  |  |
| | 17. Margarita ferch Dafydd                 |  |  |  |  |  |  |  |  |  |  |  |  |  |  |  |
| |                                            |  |  |  |  |  |  |  |  |  |  |  |  |  |  |  |
| |                                            |  |  |  |  |  |  |  |  |  |  |  |  |  |  |  |
| | 4. Edmundo Tudor, I conde de Richmond      |  |  |  |  |  |  |  |  |  |  |  |  |  |  |  |
| |                                            |  |  |  |  |  |  |  |  |  |  |  |  |  |  |  |
| |                                            |  |  |  |  |  |  |  |  |  |  |  |  |  |  |  |
| | 18. Carlos VI de Francia                   |  |  |  |  |  |  |  |  |  |  |  |  |  |  |  |
| |                                            |  |  |  |  |  |  |  |  |  |  |  |  |  |  |  |
| |                                            |  |  |  |  |  |  |  |  |  |  |  |  |  |  |  |
| | 9. Catalina de Valois                      |  |  |  |  |  |  |  |  |  |  |  |  |  |  |  |
| |                                            |  |  |  |  |  |  |  |  |  |  |  |  |  |  |  |
| |                                            |  |  |  |  |  |  |  |  |  |  |  |  |  |  |  |
| | 19. Isabel de Baviera                      |  |  |  |  |  |  |  |  |  |  |  |  |  |  |  |
| |                                            |  |  |  |  |  |  |  |  |  |  |  |  |  |  |  |
| |                                            |  |  |  |  |  |  |  |  |  |  |  |  |  |  |  |
| | 2. Enrique VII                             |  |  |  |  |  |  |  |  |  |  |  |  |  |  |  |
| |                                            |  |  |  |  |  |  |  |  |  |  |  |  |  |  |  |
| |                                            |  |  |  |  |  |  |  |  |  |  |  |  |  |  |  |
| | 20. Juan Beaufort, I duque de Somerset     |  |  |  |  |  |  |  |  |  |  |  |  |  |  |  |
| |                                            |  |  |  |  |  |  |  |  |  |  |  |  |  |  |  |
| |                                            |  |  |  |  |  |  |  |  |  |  |  |  |  |  |  |
| | 10. Juan Beaufort                          |  |  |  |  |  |  |  |  |  |  |  |  |  |  |  |
| |                                            |  |  |  |  |  |  |  |  |  |  |  |  |  |  |  |
| |                                            |  |  |  |  |  |  |  |  |  |  |  |  |  |  |  |
| | 21. Margarita Holland                      |  |  |  |  |  |  |  |  |  |  |  |  |  |  |  |
| |                                            |  |  |  |  |  |  |  |  |  |  |  |  |  |  |  |
| |                                            |  |  |  |  |  |  |  |  |  |  |  |  |  |  |  |
| | 5. Margarita Beaufort                      |  |  |  |  |  |  |  |  |  |  |  |  |  |  |  |
| |                                            |  |  |  |  |  |  |  |  |  |  |  |  |  |  |  |
| |                                            |  |  |  |  |  |  |  |  |  |  |  |  |  |  |  |
| | 22. Roger Beauchamp                        |  |  |  |  |  |  |  |  |  |  |  |  |  |  |  |
| |                                            |  |  |  |  |  |  |  |  |  |  |  |  |  |  |  |
| |                                            |  |  |  |  |  |  |  |  |  |  |  |  |  |  |  |
| | 11. Margarita Beauchamp de Bletso          |  |  |  |  |  |  |  |  |  |  |  |  |  |  |  |
| |                                            |  |  |  |  |  |  |  |  |  |  |  |  |  |  |  |
| |                                            |  |  |  |  |  |  |  |  |  |  |  |  |  |  |  |
| | 23. Edith Stourton                         |  |  |  |  |  |  |  |  |  |  |  |  |  |  |  |
| |                                            |  |  |  |  |  |  |  |  |  |  |  |  |  |  |  |
| |                                            |  |  |  |  |  |  |  |  |  |  |  |  |  |  |  |
| | 1. 'Margarita Tudor                        |  |  |  |  |  |  |  |  |  |  |  |  |  |  |  |
| |                                            |  |  |  |  |  |  |  |  |  |  |  |  |  |  |  |
| |                                            |  |  |  |  |  |  |  |  |  |  |  |  |  |  |  |
| | 24. Ricardo de Conisburgh                  |  |  |  |  |  |  |  |  |  |  |  |  |  |  |  |
| |                                            |  |  |  |  |  |  |  |  |  |  |  |  |  |  |  |
| |                                            |  |  |  |  |  |  |  |  |  |  |  |  |  |  |  |
| | 12. Ricardo Plantagenet, III duque de York |  |  |  |  |  |  |  |  |  |  |  |  |  |  |  |
| |                                            |  |  |  |  |  |  |  |  |  |  |  |  |  |  |  |
| |                                            |  |  |  |  |  |  |  |  |  |  |  |  |  |  |  |
| | 25. Ana Mortimer                           |  |  |  |  |  |  |  |  |  |  |  |  |  |  |  |
| |                                            |  |  |  |  |  |  |  |  |  |  |  |  |  |  |  |
| |                                            |  |  |  |  |  |  |  |  |  |  |  |  |  |  |  |
| | 6. Eduardo IV de Inglaterra                |  |  |  |  |  |  |  |  |  |  |  |  |  |  |  |
| |                                            |  |  |  |  |  |  |  |  |  |  |  |  |  |  |  |
| |                                            |  |  |  |  |  |  |  |  |  |  |  |  |  |  |  |
| | 26. Ralph Neville, I conde de Westmorland  |  |  |  |  |  |  |  |  |  |  |  |  |  |  |  |
| |                                            |  |  |  |  |  |  |  |  |  |  |  |  |  |  |  |
| |                                            |  |  |  |  |  |  |  |  |  |  |  |  |  |  |  |
| | 13. Cecilia Neville                        |  |  |  |  |  |  |  |  |  |  |  |  |  |  |  |
| |                                            |  |  |  |  |  |  |  |  |  |  |  |  |  |  |  |
| |                                            |  |  |  |  |  |  |  |  |  |  |  |  |  |  |  |
| | 27. Juana Beaufort                         |  |  |  |  |  |  |  |  |  |  |  |  |  |  |  |
| |                                            |  |  |  |  |  |  |  |  |  |  |  |  |  |  |  |
| |                                            |  |  |  |  |  |  |  |  |  |  |  |  |  |  |  |
| | 3. Isabel de York                          |  |  |  |  |  |  |  |  |  |  |  |  |  |  |  |
| |                                            |  |  |  |  |  |  |  |  |  |  |  |  |  |  |  |
| |                                            |  |  |  |  |  |  |  |  |  |  |  |  |  |  |  |
| | 28. Ricardo Wydevill                       |  |  |  |  |  |  |  |  |  |  |  |  |  |  |  |
| |                                            |  |  |  |  |  |  |  |  |  |  |  |  |  |  |  |
| |                                            |  |  |  |  |  |  |  |  |  |  |  |  |  |  |  |
| | 14. Ricardo Woodville, I conde de Rivers   |  |  |  |  |  |  |  |  |  |  |  |  |  |  |  |
| |                                            |  |  |  |  |  |  |  |  |  |  |  |  |  |  |  |
| |                                            |  |  |  |  |  |  |  |  |  |  |  |  |  |  |  |
| | 29. Isabel Bodulgate                       |  |  |  |  |  |  |  |  |  |  |  |  |  |  |  |
| |                                            |  |  |  |  |  |  |  |  |  |  |  |  |  |  |  |
| |                                            |  |  |  |  |  |  |  |  |  |  |  |  |  |  |  |
| | 7. Isabel Woodville                        |  |  |  |  |  |  |  |  |  |  |  |  |  |  |  |
| |                                            |  |  |  |  |  |  |  |  |  |  |  |  |  |  |  |
| |                                            |  |  |  |  |  |  |  |  |  |  |  |  |  |  |  |
| | 30. Pedro de Luxemburgo conde de Saint-Pol |  |  |  |  |  |  |  |  |  |  |  |  |  |  |  |
| |                                            |  |  |  |  |  |  |  |  |  |  |  |  |  |  |  |
| |                                            |  |  |  |  |  |  |  |  |  |  |  |  |  |  |  |
| | 15. Jacquetta de Luxemburgo                |  |  |  |  |  |  |  |  |  |  |  |  |  |  |  |
| |                                            |  |  |  |  |  |  |  |  |  |  |  |  |  |  |  |
| |                                            |  |  |  |  |  |  |  |  |  |  |  |  |  |  |  |
| | 31. Margarita de Baux                      |  |  |  |  |  |  |  |  |  |  |  |  |  |  |  |
| |                                            |  |  |  |  |  |  |  |  |  |  |  |  |  |  |  |
| |                                            |  |  |  |  |  |  |  |  |  |  |  |  |  |  |  |

| Predecesor: Margarita de Dinamarca | Reina consorte del Reino de Escocia 8 de agosto de 1503 – 9 de septiembre de 1513 | Sucesor: Magdalena de Valois |